# Шмитц, Эрнст Йоханн
Эрнст Йоханн Шмитц (англ. Ernst Johann Schmitz; 18 мая 1845, Рейнская область, Германия — 3 декабря 1922, Хайфа, Израиль) — немецкий натуралист, орнитолог, энтомолог, зоолог и римско-католический священник.

## Биография
Эрнст Йоханн Шмитц родился 18 мая 1845 года в Рейнской области, Германия. В 1864 году он закончил среднюю школу и решил стать католическим священником.

### Карьера
25 сентября 1964 года Шмитц присоединился к мужской католической конгрегации Лазаристам, где в 1869 году был рукоположён в священники. После рукоположения в священники до 1873 года Шмитц был назначен инспектором в школе-интернате «Rheinischen Ritterakademie», в Бедбурге.
В 1870-х годах Шмитц переехал в Мадейру. После пребывания в Фуншале, с 1875 по 1879 год он был учителем в заведении «Colégio de Santa Quitéria», управляемое Лазаристами в городе Брага, там же он изучал португальский язык.
В 1879 году его перевели в Фуншал, где он стал гражданином Португалии под именем Эрнесто Жоао Шмитц (Ernesto João Schmitz). Затем он служил капелланом «Hospício da Princesa Dona Maria Amélia» и профессором естественных наук в епархиальной семинарии Фуншала с 1881 по 1898 год. 27 сентября 1881 года он был назначен проректором этой же семинарии.
С 1891 по 1898 год Шмитц носил должность вице-канцлера семинарии Фуншала. С 1898 по 1902 год Шмитц работал в «Collegium Marianum de Theux», Бельгия. В 1902 году он снова вернулся в Фуншал, возобновив должность вице-канцлера, и пробыл с нею до 7 июля 1898 года. Шмитц заинтересовался флорой и фауной острова, и он основал в Фуншальской семинарии отделение естествознания, которое позже было преобразовано в музей.
Шмитц сотрудничал с португальскими периодическими изданиями, такими как: Ornithologischen Jahrbuches, Ornithologischen Monatsberichte, Zeitschrift für Oologie и Kölnischen Volkszeitung, написав статьи о естественной истории и религии. Также он опубликовал обширную работу в периодическом издании Das Heiligen Land, которым он руководил.
В 1908 году Шмитца избрали преемником лазаристского священника Вильгельма Шмидта. В сентябре 1908 года он переехал в Палестину, где до 1914 года руководил Хосписом Святого Павла в Иерусалиме. Такую же должность он имел в Табгхе, Дамаске и Хайфе.
В 1914 году во время Первой Мировой Войны, Шмитц поселился в Табгхе на берегу Тивериадского озера, но затем ему пришлось переехать в Дамаск.

### Смерть
Эрнст Йоханн Шмитц умер 3 декабря 1922 года в Хайфе, Израиль. Он похоронен в склепе монастыря в горах Кармель, наряду со склепом его предшественника Вильгельма Шмидта.

### Известность
Шмитц был известен своими обширными исследованиями. На острове Мадейра он описал позвоночных и млекопитающих, таких как Мадейрский лесной голубь и Буревестник Зино. Он интересовался муравьями, и описал около 40 таксономических групп, а также 10 видов, которые ранее были неизвестными науке. В его честь был назван вид муравьёв Hagioxenus schmitzi Также ещё животные названные в его честь: подвид каракала Felis caracal schmitzi и подвид совы Tyto alba schmitzi.
Особенно он был известен своей коллекцией животных из Святой Земли под названием «Schmitz Natural Collection». После смерти Шмитца (1922 год) коллекция считалась потерянной, до того момента, когда была случайна найдена в подвале Старого Города в 1970-х годах. Сейчас коллекция находится в Музее естественной природы Штейнхардта в городе Тель-Авив.

## Основные публикации
- "Die Puffinenjagd auf den Selvagens-Inseln im Jahre 1892"  in: Ornithologisches Jahrbuch  4(4) (1893) 141-147 & 5(1) (1894) 19-20
- "Arachnidios da Madeira", in: Annaes de Sciencias Naturaes 2 (1895) 197-199;
- "As formigas da Madeira", in: Annaes de Sciencias Naturaes 3 (1896) 55-58;
- "As aves da Madeira", in: Annaes de Sciencias Naturaes 3 (1896) 163-168;
- "Vögel der Madeira-Inselgruppe", in: Ornithologische Monatsberichte 16 (1908) 1-4;
- "Tagebuch-Notizen von Madeira", in: Ornithologisches Jahrbuch 1908, 36-48;
- "Merkwürdige Tiere im Hl. Lande", in: Das Hl. Land 54 (1910) 18-21;
- "Wird Palästina wieder jüd. werden?", in: Das Hl. Land 54 (1910) 92-95;
- "Etwas über die Ameisen Palästinas", in: Das Hl. Land 55 (1911) 237-240;
- "Kampf mit einem Leoparden", in: Das Hl. Land 56 (1912) 23-27;
- "Eine Bärenjagd in Palästina", in: Das Hl. Land 56 (1912) 174-176;
- "Ein Besuch im russ. Pilgerhospiz in Jerusalem", in: Das Hl. Land 57 (1913) 48-51;
- "Die Hyänen des Hl. Landes", in: Das Hl. Land 57 (1913) 95-100;
- "Die Tag-Raubvögel Palästinas", in: Das Hl. Land 57 (1913) 224-230;
- "Vogelwelt des Sees Genesareth", in: Das Hl. Land 58 (1914) 109-113.
- "Aus meinem Leben: Plaudereien eines alten Missionars" autobiografia publicada originalmente na revista mensal "Sankt Vinzenz" em 17 artigos entre 1932-34. Editado no conjunto por Ernst Wilhelm Nusselein, Aachen

## Внешние ссылки
- Madeira Birds Архивная копия от 24 мая 2010 на Wayback Machine
- http://aprenderamadeira.net/schmitz-ernst-johann/ Архивная копия от 26 января 2020 на Wayback Machine (in Portuguese)
- Pater Ernst Schmitz, Beiträge und Erwähnungen in: Ornithologische Monatsberichte, November 1901. Herausgeber: Anton Reichenow.